# Olwisheim
Olwisheim é uma comuna francesa na região administrativa de Grande Leste, no departamento Baixo Reno. Estende-se por uma área de 2,96 km². Em 2010 a comuna tinha 504 habitantes (densidade: 170,3 hab./km²).